# Jacob Gerritsz. Cuyp
Jacob Gerritsz. Cuyp (* Dezember 1594 in Dordrecht; † 1652 in Dordrecht) war ein niederländischer Maler des 17. Jahrhunderts. Den ersten Malunterricht erhielt er vermutlich von seinem Vater Gerrit Gerritsz. Cuyp. 1617 trat er der Dordrechter Lukasgilde bei, der er mehrfach auch als Buchführer diente. Ein Jahr später, 1618, heiratete Jacob Aertken van Cooten aus Utrecht. Ihr einziges Kind, Aelbert Cuyp, wurde 1620 geboren.

## Leben und Werk

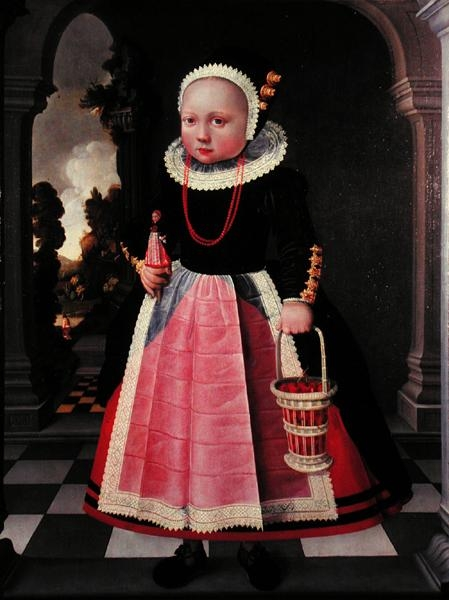
Jacob Gerritsz. Cuyp, Porträt eines kleinen Mädchens mit einer Puppe und einem Korb.
1625, Öl auf Holz. Privatsammlung / Bridgeman Art Library

Bereits 1617 erhielt Jacob den bedeutenden Auftrag, die Meister der Holländischen Münze zu porträtieren. Es folgten zahlreiche Porträts einflussreicher Dordrechter Persönlichkeiten, durchweg in klarem, eher nüchternen Stil. Bekannt wurde Jacob vor allem auch durch seine intensiven, fein ausgearbeiteten Kinderportraits, in denen die Figuren fast überlebensgroß in einem meist dunklen Raum oder vor einer in den Hintergrund gerückten Landschaft dargestellt sind, meist mit einem Spielzeug oder Haus- aber auch Hoftieren im Arm (Hündchen, Gänse, Küken).
Um 1627 wurde Jacobs Malstil zunehmend von dem der sogenannten Utrechter Caravaggisten beeinflusst, deren Werke, nach dem Vorbild eines der bedeutendsten italienischen Maler, Michelangelo Caravaggio, von einer ausgeprägten Licht- und Schattenwirkung (Chiaroscuro) geprägt sind. Arnold Houbraken berichtet in seiner Grote Schouwburgh (Amsterdam 1718–1719, einer nicht immer zuverlässigen Ansammlung niederländischer Malerbiographien), dass Jacob seine Malstudien bei Abraham Bloemaert fortgeführt habe, einem der bekanntesten Vertreter dieses besonderen Utrechter Stils. Besonders deutlich wird dieser Einfluss in Jacobs einfachen, aber dramatisch ausgeleuchteten Halbfiguren der Apostel Petrus und Paulus (Dordrechts Museum) oder des Evangelisten Lukas (Karlsruhe, Staatliche Kunsthalle). Am bemerkenswertesten ist wohl die caravaggeske Komposition seiner „Zwei Reiter an einem Tisch sitzend“ (Sankt Petersburg, Eremitage), in der Jacob auch den kleinsten Stillleben-Details große Aufmerksamkeit widmet.
Insgesamt erscheint sein Werk recht vielseitig: von den bedeutenden Porträts über biblische und historische Darstellungen zu verschiedenen Stillleben und Landschaftsbildern, hauptsächlich natürlich der Dordrechter Umgebung. Letztere wurden vor allem in älteren Biographien als besonders bemerkenswert für Jacobs Kunst hervorgehoben. Darüber hinaus machte sich Jacob auch als Lehrer nicht nur seines Halbbruders Benjamin Gerritsz. Cuyp und seines Sohnes Aelbert einen Namen, sondern auch weiterer Dordrechter Maler, wie Ferdinand Bol (bevor dieser zu Rembrandt ging) oder Paulus Lesire.
Das letzte signierte und datierte Bild „Junge mit einem Weinglas und einer Flöte“ stammt aus dem Jahr 1652. Im gleichen Jahr wird seine Frau Aertken in den Akten als Witwe aufgeführt.